# Fortune and Men’s Eyes
Fortune and Men’s Eyes – dramat amerykańskiej poetki i dramatopisarki Josephine Preston Peabody, opublikowany w 1900 w tomiku Fortune and Men’s Eyes. New Poems with a Play, wydanym przez Houghton Mifflin Company. W 1927 sztuka została włączona do zbiorowej edycji dzieł dramatycznych autorki. Jest ona jednoaktówką opartą na sonetach Williama Szekspira.